# Moto Club Esplugues
El Moto Club Esplugues és una entitat esportiva d'Esplugues de Llobregat fundada l'any 1955 que es dedica a l'organització de competicions de motociclisme. És conegut especialment per haver organitzat durant gairebé 30 anys (de 1964 a 1991) una de les proves de motocròs més prestigioses de Catalunya, el Motocròs d'Esplugues. A banda d'aquest esdeveniment, el Moto Club n'organitzà altres de renom com ara el Motocròs "¡Qué grande es ser joven!" al circuit Ciutat Diagonal (prova patrocinada per El Corte Inglés durant la dècada de 1970) i va promoure l'esport del motoball amb un equip propi d'alt nivell, especialment durant la dècada de 1980.

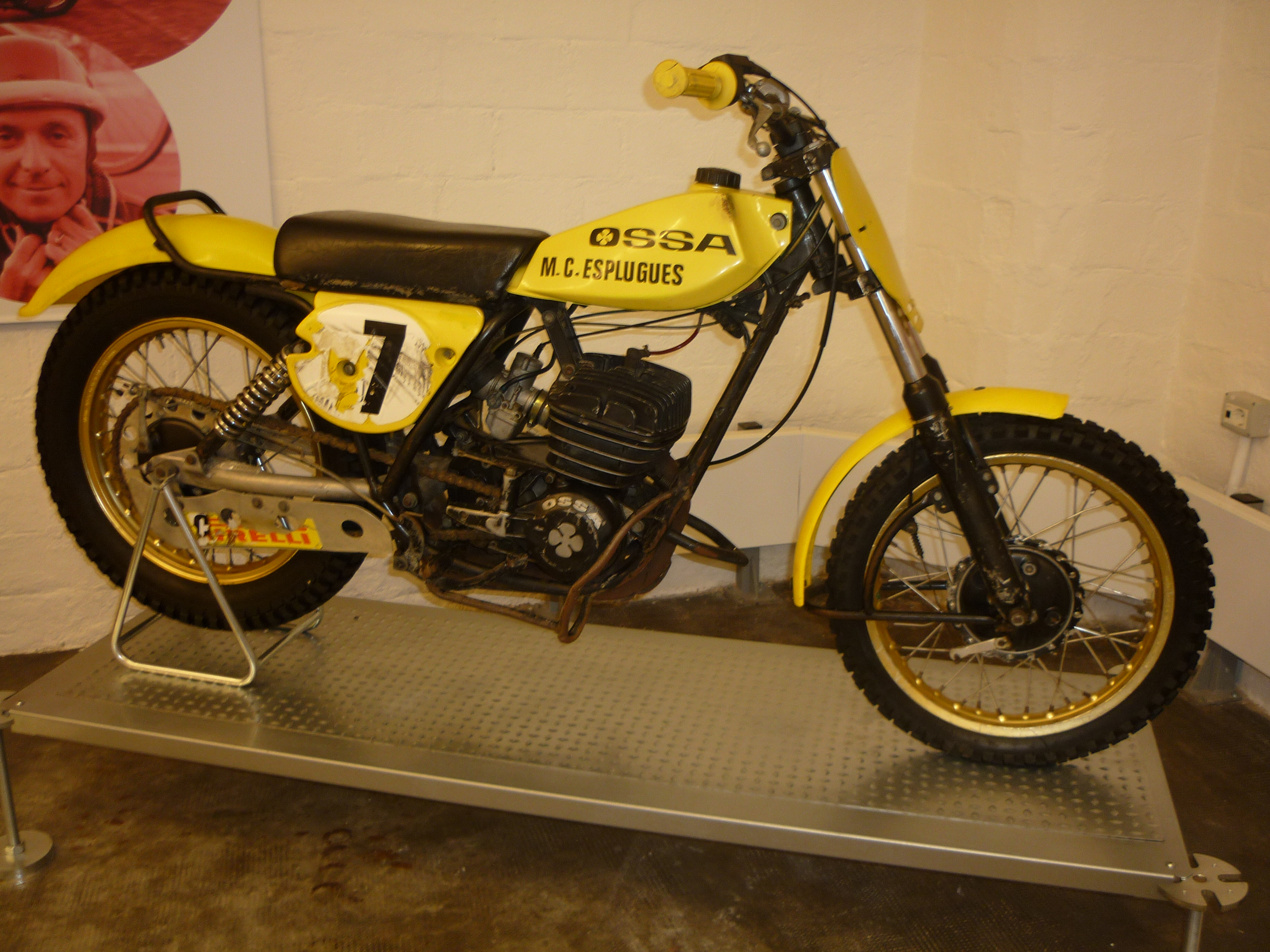
OSSA de motoball emprada pel Moto Club Esplugues cap a 1980

L'entitat, fundada per un grup d'afeccionats a la moto espluguins, estigué presidida durant anys per Miquel Ribó i Figueras, conegut propietari d'un taller mecànic a la carretera Reial d'aquesta població i pare d'Albert Ribó, anys a venir un reeixit pilot de motocròs (Albert arribà a guanyar el motocròs d'Esplugues en dues ocasions).
Actualment el president n'és en Francesc Xavier Ribó i Caraltó.